# Dioncounda Traoré

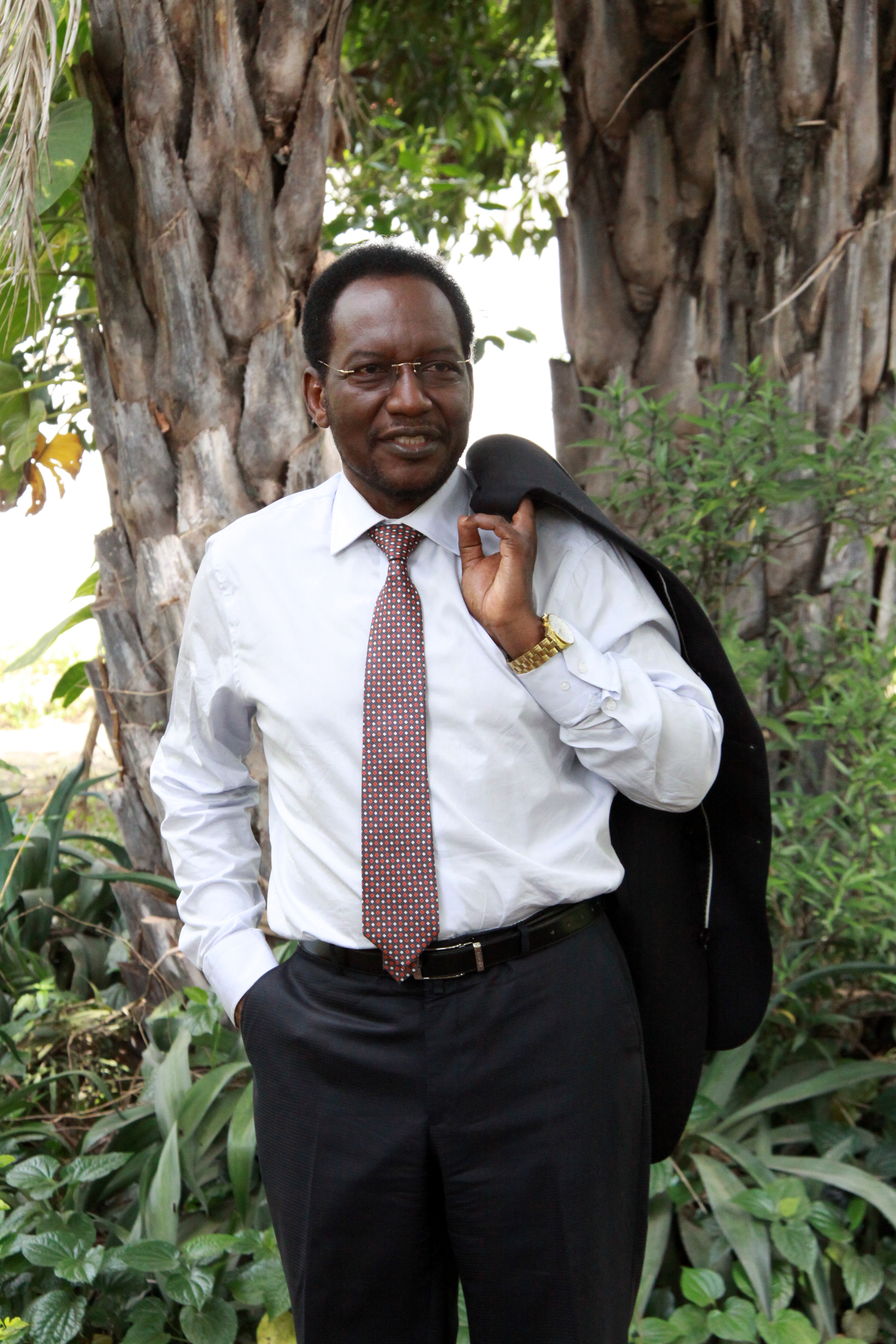
Dioncounda Traoré

Dioncounda Traoré (* 3. února 1942) je bývalý malijský prozatímní prezident. Předchozí vojenská junta dostala ultimátum od organizace ECOWAS, že musí předat svou moc civilní vládě a jako přijatelný kompromis byl zvolen právě Traoré, který má vést zemi do mimořádných voleb. Datum těchto voleb, vzhledem k azavadské krizi, je nejisté. Vítěz voleb Ibrahim Boubacar Keita složil přísahu 5. září 2013 a ujal se úřadu.
| Prezident Mali            | Prezident Mali                          | Prezident Mali                   |
| ------------------------- | --------------------------------------- | -------------------------------- |
| Předchůdce: Amadou Sanogo | 12.4.2012- 5. 9. 2013 Dioncounda Traoré | Nástupce: Ibrahim Boubacar Keita |